# Bislée
Bislée település Franciaországban, Meuse megyében. Lakosainak száma 62 fő (2022. január 1.). Bislée Chauvoncourt, Han-sur-Meuse, Kœur-la-Grande, Kœur-la-Petite és Saint-Mihiel községekkel határos.

## Népesség
A település népességének változása:
| Lakosok száma | 83   | 77   | 79   | 66   | 60   | 61   | 61   | 61   | 61   | 62   |
|               | 1968 | 1982 | 1990 | 2006 | 2013 | 2015 | 2017 | 2019 | 2020 | 2022 |